# SNAI1
SNAI1 (англ. Snail family transcriptional repressor 1) – білок, який кодується однойменним геном, розташованим у людей на короткому плечі 20-ї хромосоми. Довжина поліпептидного ланцюга білка становить 264 амінокислот, а молекулярна маса — 29 083.
| 10         |  | 20         |  | 30         |  | 40         |  | 50         |
| ---------- |  | ---------- |  | ---------- |  | ---------- |  | ---------- |
| MPRSFLVRKP |  | SDPNRKPNYS |  | ELQDSNPEFT |  | FQQPYDQAHL |  | LAAIPPPEIL |
| NPTASLPMLI |  | WDSVLAPQAQ |  | PIAWASLRLQ |  | ESPRVAELTS |  | LSDEDSGKGS |
| QPPSPPSPAP |  | SSFSSTSVSS |  | LEAEAYAAFP |  | GLGQVPKQLA |  | QLSEAKDLQA |
| RKAFNCKYCN |  | KEYLSLGALK |  | MHIRSHTLPC |  | VCGTCGKAFS |  | RPWLLQGHVR |
| THTGEKPFSC |  | PHCSRAFADR |  | SNLRAHLQTH |  | SDVKKYQCQA |  | CARTFSRMSL |
| LHKHQESGCS |  | GCPR       |  |            |  |            |  |            |

A: Аланін

C: Цистеїн

D: Аспарагінова кислота

E: Глутамінова кислота

F: Фенілаланін

G: Гліцин

H: Гістидин

I: Ізолейцин

K: Лізин

L: Лейцин

M: Метіонін

N: Аспарагін

P: Пролін

Q: Глутамін

R: Аргінін

S: Серин

T: Треонін

V: Валін

W: Триптофан

Кодований геном білок за функціями належить до білків розвитку, фосфопротеїнів. 
Білок має сайт для зв'язування з іонами металів, іоном цинку, ДНК. 
Локалізований у цитоплазмі, ядрі.